# Собакозуб ніжний
Собакозуб ніжний (Cynodontium tenellum) — вид мохів порядку дикранальних (Dicranales).

## Поширення
Батьківщиною є Європа, Північна Америка, Азія.

## Характеристика
Рослина (0.5)1–2(3) см заввишки. Листки 2–3(3.5) мм, краї листків злегка зігнуті на короткій ділянці або майже плоскі.